# 小関桃
小関 桃（こせき もも、1982年7月31日 - ）は、日本の元女子プロボクサー。東京都三鷹市出身。青木ボクシングジム所属。左ボクサーファイター。第2代WBC女子世界アトム級王者。第3代WBA女子世界ライトミニマム級王者。第7代WBC女子世界ミニフライ級王者。日本人初の女子世界統一王者。男女を通じて日本人最多の17連続世界王座防衛記録保持者（女子ではセシリア・ブレークフスの持つ25連続世界王座防衛が世界最多記録で、それに次ぐ世界2位）。父は三鷹市職員。入場曲はピンク・レディーの「サウスポー」。

## 来歴

### アマチュア時代
小学校から地元の少年団でサッカーに打ち込み、4年のときに川島郭志の世界戦を視聴したのをきっかけにボクシングに興味を持つ。三鷹市立第二中学校に進学するもサッカー部には女子は入れてもらえず女子サッカーチームに所属していた中学1年の時にトレーニングの一環として国分寺市のジムでボクシングを始める。東京都立小平高等学校進学後はボクシングメインへ移ったが、当時の所属ジムでは女子のスパーリングが禁止されていた。
日本女子体育大学在学中の2002年、日本アマチュアボクシング連盟が女子を認定したのをきっかけに、6月にレパード玉熊ジムへ移籍。後の青木ジム会長有吉将之から当時より指導を受けている。東京都大会にエントリーし、決勝で須賀寿江をRSCで降し優勝。2003年の第1回全日本女子大会ライトフライ級に進出し、決勝で夛田悦子（現：多田悦子）を破り優勝。同年のアジア選手権にも出場するが、敗退。
2004年はピン級（女子アマ最軽量級）に転向し全国大会2年連続優勝。2005年はライトフライ級に戻るが1回戦で夛田に敗退。2006年はピン級で決勝まで進むも、矢代由希（矢代義光の妹）に敗れ準優勝。同年、青木ジムに有吉トレーナーとともに移籍。
2007年の全国大会ではすべてRSCで勝ち上がり3年ぶり優勝を果たした。
北京オリンピックにも期待を寄せていたが、女子ボクシングが採用されず、プロ転向を決意する。

### タイでプロデビュー
2007年、タイでプロ転向。5月26日、バンコクでプロデビュー。以降3連勝を飾る。
2007年7月17日、女子プロボクシング解禁を見据え後楽園ホールで後に同門となる永久保陽子（プロデビューに至らず、なでしこファイトで活動）とのエキシビションを敢行。
2007年8月31日、アユタヤにてウィンユー・パラドーンジムとのWBC世界アトム級（女子プロ最軽量級）王座決定戦に挑むが、僅差の判定負けを喫した。
2007年11月19日、バンコクにて2階級上となるライトフライ級で宮尾綾香を破って王座を獲得したシリポン・タウィスクが持つWBCタイトルに挑むが、またしても僅差の判定負け。
2008年に行われたJBC第1回プロテスト（B級）を受験するが不合格。しかしタイでのプロ経歴なども考慮されC級ライセンスを獲得した。

### 国内デビュー
2008年5月9日、後楽園ホールで行われた女子ボクシング旗揚げ興行「G Legend」に出場。JWBC時代から活動する久保真由美に3者フルマークの3-0で判定勝ちを収めた。
6月9日、世界前哨戦としてペットスリファ・シットクルマッドと6回戦を戦い、2回TKOで勝利。

### 物議を醸したWBC女子世界アトム級王座獲得
2008年8月11日、フジテレビ「ダイヤモンドグローブ」で中継もされたJBC公認後の国内初となる女子世界戦として、ウィンユーと再戦。2回KO勝ちを宣言されるも、バッティングによるダウンの可能性があるとしてビデオ判定に持ち込まれた。その後、暫定的にKOが認められ、WBC女子世界アトム級王座の獲得に成功したが、最終的な判断はWBC本部に委ねられた。「バッティングは考えられるものの、ヒッティングもされていた（小関の右パンチがヒットしていた）」として、KO勝利を認められた。ただし、2度目の防衛戦までにウィンユーとの再戦を義務付けられた。なお、その時のKOタイムである2回48秒は長らく日本選手の女子世界戦における最短記録であったが、2023年6月13日に晝田瑞希により1回1分3秒に更新された。

### WBC女子世界アトム級王座防衛

#### 初防衛
2008年12月8日、WBC女子世界アトム級12位の金慧珉（韓国）を相手に初防衛戦に挑み、3-0の判定勝ちで初防衛に成功した。
2009年2月26日、東京の後楽園ホールで、富樫直美とともに自身の名前が刻印された金色のプレートを世界王座獲得者のプレートに金槌で打ち込んだ。女子選手のプレート掲示は小関と富樫の両名が初である。

#### 2度目の防衛
2度目の防衛戦で戦うはずだったウィンユーがタイ国内にてノンタイトルで格下のティラポン・パンニミッに敗戦を喫してしまい、対戦が困難になった。代わって2度目の防衛戦は5月2日に元WIBA世界王者・WBC1位の池山直との指名試合となった。試合は判定を制し2度目の防衛を決めた。

#### 3度目の防衛
2009年11月29日、さいたまスーパーアリーナにてウィンユーに代わって挑戦権を得たティラポン・パンニミッと3度目の防衛戦。デビュー2戦目で対戦した相手との2年ぶりの再戦であったが、アウトボクシングに徹して3-0判定で王座防衛に成功。なお、ティラポン・パンニミッは翌年にWBO女子世界ミニフライ級王座を獲得している。

#### 4度目の防衛
2010年3月27日、有明コロシアムでWBC世界ライトフライ級4位の申建主（韓国）と対戦し、10回3-0の判定勝ちを収めWBC女子アトム級王座の4度目の防衛に成功した。

#### 5度目の防衛
2010年12月6日、5度目の防衛戦として後楽園ホールでWBC女子アトム級8位の秋田屋まさえと対戦（WBA女子世界スーパーフライ級の天海ツナミ vs. 藤本りえとのダブル世界戦、佐藤洋太ら男子の2試合も合わせた4大タイトルマッチ）。3回に秋田屋がバッティングで負傷するものの、偶然のバッティングと見なされ3回終了後負傷引き分けでWBC女子世界アトム級王座の5度目の王座防衛。

#### 6度目の防衛
2011年5月8日、史上初となる「女子トリプル世界戦」の1試合としてWBC女子アトム級13位のクリカノック・アイランドムエタイと6度目の防衛戦。5回TKOでWBC女子アトム級王座の6度目の防衛成功。

#### 7度目の防衛
2011年11月30日、7度目の防衛戦としてWBC女子アトム級14位の伊藤まみと対戦。9回にダウンを奪い、10回途中で偶然のバッテングで眉間を切って試合中断、負傷判定で圧勝した。同時に行われたWBC女子世界ライトフライ級王者の富樫直美と共に女子ダブル世界タイトルマッチを制した。
2012年3月22日、後楽園ホールでのフラッシュ赤羽興行（東洋太平洋スーパーミドル級タイトルマッチ清田祐三 vs. 松本晋太郎）にて、WBA・WBO女子世界ライトフライ級統一王者ジェシカ・ボップとエキシビション。

#### 8度目の防衛
2012年6月19日、後楽園ホールで8度目の防衛戦を行う。当初指名挑戦権を得ていた黒木優子は所属ジムを失い試合出場がままならず、WBC女子アトム級5位のジョディ・エスキベル（米国）と交渉したが折り合わず、ABCO女子王者・WBC8位で2011年に富樫直美のWBC女子世界ライトフライ級王座に挑戦しているジュジース・ナガワとの指名試合と発表されている。王座奪取以降これまで8戦すべて他選手とのダブル・トリプル世界戦として行われたが、今回は初めて単独での世界戦となった。試合は左のカウンターを中心に主導権を握り、3-0判定で勝利。新井田豊・西岡利晃を抜く8度目の防衛に成功（9月に多田悦子も再び並ぶ）。

#### 9度目の防衛
2012年12月17日、後楽園ホールで花形冴美相手に9度目の防衛戦。試合2日前に感染性胃腸炎様症状を発症して一度は防衛戦が危ぶまれたが、前日には回復して試合は予定通り決行、3-0の判定で勝利し、日本人女子世界王者としては最多となる9度目の防衛に成功した。この試合の模様は2013年1月2日にMBS製作TBS系列のドキュメンタリー番組「春よ来い!人生応援テレビ 負けてたまるかッ!SP」で取り上げられた。
2012年度女子年間最優秀選手を初受賞。

#### 10度目の防衛
2013年3月3日、後楽園ホールにおける「G Legend 5」にてトリプル世界戦のメインとして、安藤麻里のWBA王座に挑戦したことのある14位のマリア・ヒメネス（メキシコ）と10度目の防衛戦。小関にとってアジア地域外の選手との対戦はアマチュア時代を含めて初となる。試合は3人のジャッジ全員がフルマーク（100-90）をつける圧勝で、長谷川穂積と並ぶ2位タイ、そしてアジア女子では最多となる10度目の防衛に成功した。

#### 11度目の防衛
2013年5月28日、11度目の防衛戦を香港にて元WBCミニフライ級暫定王者許恩栄と対戦。自身にとって7年ぶりとなる海外での試合であったが、3年ものブランクから復帰した相手を対して6回に左ストレート連打でロープ際に追い込み1分23秒レフェリーストップTKO、に次いで男女通じて単独2位となる11度目の防衛、そして富樫直美、多田悦子に続く日本人3人目となる女子世界王座海外防衛を果たした。

#### 12度目の防衛
12度目の防衛戦は11月14日に後楽園ホールにてWBC女子アトム級1位のノラ・カルドザ（メキシコ）と指名試合を行い、序盤2Rに偶然のバッティングで両者が負傷するアクシデントに見舞われるも3-0の判定で12度目の防衛に成功。

#### 13度目の防衛
2014年3月3日の「G Legend 6」にて13度目の防衛がかけて10位のアンゴー・ワンソンチャイジム（タイ）と対戦。9回に相手をロープ際に追い込んで連打してレフェリーストップTKO勝利、具志堅用高に並ぶ13度目の防衛に成功し、女子の連続防衛記録14まで1に迫った。

#### 14度目の防衛（日本新記録）
2014年8月2日、足立区総合スポーツセンターにてWBC女子アトム級2位の指名挑戦者でWBCムエタイ王座獲得歴も有するデニス・キャッスルと対戦。8回に連打を浴びせてレフェリーストップ、TKO勝利で男女通じて日本人最多、女子としてはスージー・ケンティキアン、セシリア・ブレークフスに並ぶ世界最多タイ記録となる14度目の防衛に成功した。

#### 15度目の防衛（世界単独2位）
2015年2月19日、後楽園ホールにて15度目の防衛戦。対戦相手は二転三転した結果、WBC女子アトム級11位のアイサー・アリコになった。試合は2回1分29秒KOで勝利し15度目の防衛に成功、自身が持つ国内最多世界王座防衛記録を更新し女子世界王座として単独2位記録となった。

#### WBA・WBC女子アトム級王座統一戦に勝利（16度目の防衛）
2015年10月22日、WBA女子世界ライトミニマム級王者の宮尾綾香との王座統一戦を行う。女子ボクシングの2団体同級世界王座統一戦は国内初。なお、ライトミニマム級は名称が違うだけでリミットは同じである。試合は1回でいきなりダウンを喰らうが、得意の左でWBA王者を攻め立て、特別ルールで5回終了後に設定された公開採点でタイに戻すまで巻き返し、3-0（95-94、96-93×2）の判定を制し、日本初の統一女子世界王座を手にするとともに防衛記録を世界タイの16まで伸ばした。
2016年5月2日付でWBA女子世界ライトミニマム級王座を返上（WBC女子世界アトム級王座は引き続き保持）。
2016年8月13日、草加市文化会館ホールにてダブル女子世界戦の前座としてプロイナパー・サックルンルアンとライトフライ級8回戦を行い、初回1分45秒KO勝ちを収めた。

#### 17度目の防衛
2016年11月11日、後楽園ホールにて17度目の防衛戦としてWBC女子アトム級11位の日向野知恵と対戦。4回36秒レフェリーストップTKOで国内記録を更新する17度目の防衛を果たしたが、王座統一後対戦相手がなかなか見つからずマッチメイクに難航してきたため階級変更も視野に入れていることを明かした。

### WBC女子世界ミニフライ級王座獲得・2階級制覇
2017年11月1日、同年12月17日に福岡市九電記念体育館でWBC女子世界ミニフライ級王者の黒木優子とWBC女子アトム級王者の小関桃が対戦することが決定した。試合は黒木の持つWBC女子世界ミニフライ級王座に小関が挑戦する形で行われ、小関の持つWBC女子アトム級王座は懸からない。
2017年12月17日、福岡市九電記念体育館でWBC女子世界ミニフライ級王者の黒木優子と対戦し、10回3-0（97-93、98-92、96-94）の判定勝ちを収め2階級制覇を果たした。しかしWBC女子アトム級王座も保持しているためどちらの王座を返上するのかは未定であった。

### 現役引退
2018年1月29日、選手引退届を日本ボクシングコミッションに届け出ると共に、WBC女子世界アトム級王座並びにWBC女子世界ミニフライ級王座を返上したことを発表した。今後は理学療法士を目指すとしている。

## ファイトスタイル
ほぼ密着状態でのインファイトを得意とし、多少の被弾でもものともせずに距離を詰めていく。密着状態からのパンチをコツコツと当てることが主な戦法となる。そのためか、頭を低く下げた姿勢でステップインする癖があり、バッティングでの注意や警告がたびたび起こる。
2008年8月11日のタイトルマッチ・ウィンユー戦ではパンチでのKOかバッティングでのKOかの議論が起こったが、協会裁定ではパンチでのKOとして両者の再戦を義務付けた。その後の防衛戦でも偶然のバッティングによる試合停止が2度あった。
KOより大差の完封勝ちが理想だとしている。

## 人物
- 対人関係が苦手で転職を繰り返したが、栄養士の資格を持ち、介護施設に勤務しながらプロボクサー活動をしていた[5]。
- 休日は週1回。自らをあまりにも過酷に追い込むため1日3000kcalの食事を摂ってもすぐ体重はアトム級のリミットを割る[5]。有吉将之会長は「前の試合が終わってからも1週間後に練習を再開する」と言う[42]。
- 同じ時期に世界チャンピオンとなった富樫直美とは誕生日が同じ（年齢は富樫が7歳上）。また、富樫は小関が所属するジムで練習していたこともある。

## 戦績
- アマチュア：22戦 20勝 8KO/RSC 2敗
- プロ（タイ）: 5戦 3勝 2敗
- JBC: 22戦 21勝 9KO 1分

| 戦           | 日付           | 勝敗 | 時間    | 内容     | 対戦相手                           | 国籍       | 備考                                                      |
| ------------ | -------------- | ---- | ------- | -------- | ---------------------------------- | ---------- | --------------------------------------------------------- |
| 1            | 2007年5月26日  | ☆    | 4R      | 判定3-0  | ユーピン・ハーパヤック             | タイ       | プロデビュー戦                                            |
| 2            | 2007年6月16日  | ☆    | 6R      | 判定3-0  | ティラポン・パンニミッ             | タイ       |                                                           |
| 3            | 2007年7月7日   | ☆    | 6R      | 判定2-0  | シンサモーイ・シットノンランプーン | タイ       |                                                           |
| 4            | 2007年8月31日  | ★    | 10R     | 判定0-3  | ウィンユー・パラドーンジム         | タイ       | WBC女子世界アトム級王座決定戦                             |
| 5            | 2007年11月19日 | ★    | 10R     | 判定0-3  | シリポン・タウィスク               | タイ       | WBC女子世界ライトフライ級タイトルマッチ                   |
| 6            | 2008年5月9日   | ☆    | 4R      | 判定3-0  | 久保真由美(KG大和)                 | 日本       | JBCデビュー戦                                             |
| 7            | 2008年6月9日   | ☆    | 2R 0:43 | TKO      | ペットスリファ・シットクルマッド   | タイ       |                                                           |
| 8            | 2008年8月11日  | ☆    | 2R 0:48 | KO       | ウィンユー・パラドーンジム         | タイ       | WBC女子世界アトム級タイトルマッチ                         |
| 9            | 2008年12月8日  | ☆    | 10R     | 判定3-0  | 金慧珉                             | 韓国       | WBC防衛1                                                  |
| 10           | 2009年5月2日   | ☆    | 10R     | 判定3-0  | 池山直(西日本協会)                 | 日本       | WBC防衛2                                                  |
| 11           | 2009年11月29日 | ☆    | 10R     | 判定3-0  | ティラポン・パンニミッ             | タイ       | WBC防衛3                                                  |
| 12           | 2010年3月27日  | ☆    | 10R     | 判定3-0  | 申建主                             | 韓国       | WBC防衛4                                                  |
| 13           | 2010年12月6日  | △    | 3R      | 負傷     | 秋田屋まさえ(ワイルドビート)       | 日本       | WBC防衛5                                                  |
| 14           | 2011年5月8日   | ☆    | 5R      | TKO      | クリカノック・アイランドムエタイ   | タイ       | WBC防衛6                                                  |
| 15           | 2011年11月30日 | ☆    | 10R     | 負傷判定 | 伊藤まみ(新宿イマオカ)             | 日本       | WBC防衛7                                                  |
| 16           | 2012年6月19日  | ☆    | 10R     | 判定     | ジュジース・ナガワ                 | フィリピン | WBC防衛8                                                  |
| 17           | 2012年12月17日 | ☆    | 10R     | 判定     | 花形冴美(花形)                     | 日本       | WBC防衛9                                                  |
| 18           | 2013年3月3日   | ☆    | 10R     | 判定     | マリア・ヒメネス                   | メキシコ   | WBC防衛10                                                 |
| 19           | 2013年5月28日  | ☆    | 6R 1:23 | TKO      | 許恩栄                             | 韓国       | WBC防衛11                                                 |
| 20           | 2013年11月14日 | ☆    | 10R     | 判定3-0  | ノラ・カルドサ                     | メキシコ   | WBC防衛12                                                 |
| 21           | 2014年3月3日   | ☆    | 9R 1:43 | TKO      | アンゴー・ワンソンチャイジム       | タイ       | WBC防衛13                                                 |
| 22           | 2014年8月2日   | ☆    | 8R 0:29 | TKO      | デニス・キャッスル                 | イギリス   | WBC防衛14                                                 |
| 23           | 2015年2月19日  | ☆    | 2R 1:29 | KO       | アイサー・アリコ                   | フィリピン | WBCアトム級・防衛15                                       |
| 24           | 2015年10月22日 | ☆    | 10R     | 判定3-0  | 宮尾綾香(大橋)                     | 日本       | WBA・WBC女子世界アトム級王座統一戦 WBA王座獲得・WBC防衛16 |
| 25           | 2016年8月13日  | ☆    | 1R 1:45 | KO       | プロイナパー・サックルンルアン     | タイ       |                                                           |
| 26           | 2016年11月11日 | ☆    | 4R 0:36 | TKO      | 日向野知恵(スパイダー根本)         | 日本       | WBCアトム級・防衛17                                       |
| 27           | 2017年12月17日 | ☆    | 10R     | 判定3-0  | 黒木優子(Yuko)                     | 日本       | WBC女子ミニフライ級タイトルマッチ                         |
| テンプレート |                |      |         |          |                                    |            |                                                           |

## 獲得タイトル

### アマチュア
- 第1回全日本女子アマチュアボクシング大会ライトフライ級優勝
- 第2回全日本女子アマチュアボクシング大会ピン級優勝
- 第5回全日本女子アマチュアボクシング大会ピン級A優勝

### プロ
- 第2代WBC女子世界アトム級王座（防衛17=返上）
- 第3代WBA女子世界ライトミニマム級王座（防衛0=返上）
- 第7代WBC女子世界ミニフライ級王座（防衛0=返上）

## 受賞歴
- プロ・アマチュア年間表彰
  - 2012年度プロ部門女子最優秀選手賞
  - 2014年度プロ部門女子最優秀選手賞